# Нехбет
Нехбет е древноегипетска богиня, патрон на Горен Египет, символизираща властта на фараоните там, подобно на Уаджет, която олицетворява властта над Долен Египет. Закрилница на фараоните, често е представяна като лешояд над тях, държаща в ноктите си символите на вечността. Като богиня-майка ръководела ражданията.
Почитана като местно божество в град Некхеб (Ел-Каб, около 80 км южно от Луксор), още през Пред-династичния период. Уаджет и Нехбет заедно са известни като Небти („Двете дами“). Нехбет носи Бялата корона Хеджет. Понякога е изобразявана с човешка форма.